# Katekan (Brati)
Katekan is een bestuurslaag in het regentschap Grobogan van de provincie Midden-Java, Indonesië. Katekan telt 4419 inwoners (volkstelling 2010).